# Municipio de Sugar Creek (condado de Harrison)
El municipio de Sugar Creek (en inglés: Sugar Creek Township) es un municipio ubicado en el condado de Harrison en el estado estadounidense de Misuri. En el año 2010 tenía una población de 525 habitantes y una densidad poblacional de 6,68 personas por km².

## Geografía
El municipio de Sugar Creek se encuentra ubicado en las coordenadas 40°10′10″N 93°49′15″O / 40.16944, -93.82083. Según la Oficina del Censo de los Estados Unidos, el municipio tiene una superficie total de 78.57 km², de la cual 78,57 km² corresponden a tierra firme y (0 %) 0 km² es agua.

## Demografía
Según el censo de 2010, había 525 personas residiendo en el municipio de Sugar Creek. La densidad de población era de 6,68 hab./km². De los 525 habitantes, el municipio de Sugar Creek estaba compuesto por el 98,29 % blancos, el 0,19 % eran amerindios, el 0,19 % eran isleños del Pacífico y el 1,33 % eran de una mezcla de razas. Del total de la población el 0,57 % eran hispanos o latinos de cualquier raza.